# サンディエゴ動物園
サンディエゴ動物園（サンディエゴどうぶつえん、San Diego Zoo）は、アメリカ合衆国カリフォルニア州のサンディエゴにある動物園である。

## 概要
1915年開催のサンフランシスコ万国博覧会を契機に開設された。総面積は107エーカー（約0.43km2）。現在は世界で最多の800種類、4000頭の動物が生息している。
サンディエゴ動物園はアメリカ動物園水族館協会（AZA）、アメリカ博物館協会（AAM）の正会員である。
1980年代に野生の個体が消滅したカリフォルニア・コンドルを飼育していることで知られており、増殖させた個体を野生に戻す試みに取り組んでいる。
また、同じ母体でサンディエゴ動物園サファリパークも運営している。

## 主な施設と飼育動物
- Nothern Frontier（北の辺境）
  - 主な飼育動物 - ホッキョクグマ、トナカイ、ホッキョクギツネ、ピューマ
- Lost Forest（失われた森）
  - 主な飼育動物 - ゴリラ、オランウータン、ボノボ、テナガザル、マンドリル、オカピ、カバ、コビトカバ、トラ、マレーバク、フラミンゴ、ワニ、オウギワシ
- Panda Canyon（パンダの谷）
  - 主な飼育動物 - ジャイアントパンダ、レッサーパンダ、ターキン
- CONRAD PREBYS Australian Outback（オーストラリアのアウトバック）…2013年5月リニューアル[6]。
  - 主な飼育動物 - コアラ、ハリモグラ、タスマニアデビル、ウォンバット、ワラビー、ワライカワセミ
- Elephant Odyssey（エレファント・オデッセイ）…かつて北米に住んでいたゾウに焦点を当てた施設[7]
  - 主な飼育動物 - アジアゾウ、アフリカゾウ、ライオン、ジャガー、カピバラ、ベアードバク、プロングホーン、ガラガラヘビ、カリフォルニアコンドル
- Asian Passage（アジアの抜け道）
  - 主な飼育動物 - マレーグマ
- Africa Rocks（アフリカ・ロックス）…2017年にリニューアル予定。海岸・マダガスカル・疎林・断崖等6つのエリアで構成。
  - 主な飼育動物 - ミーアキャット、アイベックス、ヒョウ、ラーテル、マントヒヒ、ゲラダヒヒ、ニシアフリカコビトワニ、パタスモンキー、ベルベットモンキー、フォッサ、ワオキツネザル、エリマキキツネザル、ケープペンギン、ダルマワシ、カリフォルニアドチザメ
- Kenneth C. Griffin Komodo Kingdom（コモドドラゴンの王国）…2021年6月に新規オープン[8]。
  - 飼育動物- コモドドラゴン
- the William E. Cole Family Hummingbird Habitat…2021年6月にオープン。ハチドリ類を飼育している。
- Wildlife Explorers Basecamp…2022年3月11日に新規オープン[9]。それぞれ熱帯雨林・林・沼地・砂漠の4つのエリアに分かれている。
  - 主な飼育動物 - ハダカデバネズミ、フェネック、プレーリードッグ、アナホリフクロウ、リスザル、アカハナグマ、コアリクイ、オセロット

その他にもユキヒョウなどを展示している。

## その他
YouTubeに最初に投稿された動画『ミー・アット・ザ・ズー』はこの動物園で撮影されたものである。YouTubeの創設者の一人であるジョード・カリムが象について語る内容となっている。